# Torres Terra Sarda 2002-2003
Questa voce raccoglie le informazioni riguardanti la Torres Terra Sarda nelle competizioni ufficiali della stagione 2002-2003.

## Stagione
Nell'estate la società comunica di affidato la guida tecnica della squadra Salvatore "Tore" Arca, di ritorno alla società di Sassari dopo la sua difficile esperienza all'Atletico Oristano, sostituendo Roberto Ennas che lo aveva rilevato alla Torres la stagione precedente.

## Organigramma societario
Area amministrativa
- Presidente: Leonardo Marras

Area tecnica
- Allenatore: Salvatore Arca

## Rosa
| N. |                   | Ruolo | Calciatrice     |
| -- | ----------------- | ----- | --------------- |
|    | Italia (bandiera) | P     | Carla Brunozzi  |
|    | Italia (bandiera) | P     | Elisa Forlucci  |
|    | Italia (bandiera) | D     | Eleonora Carrus |
|    | Italia (bandiera) | D     | Valeria Glino   |
|    | Italia (bandiera) | D     | Luisa Marchio   |
|    | Italia (bandiera) | D     | Monica Placchi  |
|    | Italia (bandiera) | D     | Paola Zonza     |
|    | Italia (bandiera) | C     | Manuela Carboni |
|    | Italia (bandiera) | C     | Samantha Ceroni |
|    | Italia (bandiera) | C     | Pamela Conti    |

| N. |                   | Ruolo | Calciatrice        |
| -- | ----------------- | ----- | ------------------ |
|    | Italia (bandiera) | C     | Elisa Deiana       |
|    | Italia (bandiera) | C     | Sara D'Alessio     |
|    | Italia (bandiera) | C     | Martina Lenzu      |
|    | Italia (bandiera) | C     | Francesca Meloni   |
|    | Italia (bandiera) | C     | Tamara Pintus      |
|    | Italia (bandiera) | C     | Tiziana Vampo      |
|    | Italia (bandiera) | A     | Fabiana Colasuonno |
|    | Spagna (bandiera) | A     | Ángeles Parejo     |
|    | Italia (bandiera) | A     | Valentina Valenti  |

## Calciomercato

### Sessione estiva
| Acquisti | Acquisti           | Acquisti        | Acquisti      |
| R.       | Nome               | da              | Modalità      |
| -------- | ------------------ | --------------- | ------------- |
| C        | Manuela Carboni    | Caprera         | fine prestito |
| C        | Samantha Ceroni    | Ruco Line Lazio | definitivo    |
| C        | Sara D'Alessio     | Foroni          | definitivo    |
| C        | Martina Lenzu      | Gonnesa         | definitivo    |
| A        | Fabiana Colasuonno | Agliana         | definitivo    |

| Cessioni | Cessioni        | Cessioni         | Cessioni   |
| R.       | Nome            | a                | Modalità   |
| -------- | --------------- | ---------------- | ---------- |
| D        | Damiana Deiana  | Fiammamonza      | definitivo |
| D        | Gioia Masia     | Enterprise Lazio | definitivo |
| A        | Antonella Carta | ACF Milan        | definitivo |
| A        | Patrizia Sberti | Enterprise Lazio | definitivo |

## Risultati

### Serie A

#### Girone di andata
| Arbitro: | Spinelli (Bari) |

|                                |           |  |
| Parejo 59’ Colasuonno 77’, 89’ | Marcatori |  |

| Arbitro: | Rinaldi (Milano) |

|               |           |                                 |
| Stabile 90+2’ | Marcatori | 14’ Pintus 70’ Parejo 90’ Conti |

| Arbitro: | Capria (Vibo Valentia) |

|  |           |           |
|  | Marcatori | 5’ Parejo |

| Arbitro: | Moi |

|                                |           |                 |
| Parejo 12’, 2t’ Colasuonno 2t’ | Marcatori | 1t’ (rig.) Boni |

| Arbitro: | Caissutti (Udine) |

|  |           |            |
|  | Marcatori | 44’ Carrus |

| Arbitro: | Strengacci (Civitavecchia) |

|                                     |           |  |
| Parejo 28’, 54’, 79’ Colasuonno 90’ | Marcatori |  |

| Arbitro: | Spinelli (Roma) |

|                                                   |           |                    |
| Sodini 27’ (rig.) Impagnatiello 52’ Margiotta 88’ | Marcatori | 35’ (rig.) Placchi |

| Arbitro: | Petroselli (Viterbo) |

|                                       |           |           |
| Parejo 68’ Colasuonno 74’ Valenti 78’ | Marcatori | 53’ Cuccu |

| Arbitro: | Pecorelli (Arezzo) |

|                |           |                                   |
| Mazzantini 40’ | Marcatori | 37’ (rig.) Placchi 51’ Colasuonno |

| Arbitro: | Sorrentino (Roma) |

|                                          |           |                         |
| Parejo 4’, 63’ Meloni 51’ Colasuonno 77’ | Marcatori | 46’ Costanzo 90’ Deiana |

| Arbitro: | Gervasoni (Mantova) |

|                              |           |  |
| Mon. Placchi 25’ Gazzoli 85’ | Marcatori |  |

| Arbitro: | Cestra (Frosinone) |

|                                 |           |                 |
| Parejo 10’ Conti 74’ Ceroni 81’ | Marcatori | 43’ Oberlechner |

| Arbitro: | Cuscito (Firenze) |

|             |           |                                                     |
| Fiorini 13’ | Marcatori | 11’, 18’, 58’, 67’ Parejo 39’ Pintus 88’ Colasuonno |

#### Girone di ritorno
| Arbitro: | Riina (Catania) |

|  |           |                          |
|  | Marcatori | 7’, 61’ Parejo 22’ Conti |

| Arbitro: | Manca (Carbonia) |

|                                  |           |                      |
| Parejo 39’ Pintus 50’ Meloni 73’ | Marcatori | 9’ Mauro 78’ Bologna |

| Arbitro: | Carrucciu (Assemini) |

|                        |           |                      |
| Valenti 28’ Pintus 34’ | Marcatori | 57’ Buttaccio Tardio |

| Arbitro: | Vitulano (Livorno) |

|                              |           |            |
| De Stefano 24’, 70’ Boni 41’ | Marcatori | 54’ Parejo |

| Arbitro: | Branciforte (Nuoro) |

|                                    |           |  |
| Parejo 5’, 21’, 77’ Colasuonno 45’ | Marcatori |  |

| Arbitro: | Di Venti (Torino) |

|                  |           |                               |
| Brumana 46’, 85’ | Marcatori | 19’ Parejo 24’ (rig.) Placchi |

| Arbitro: | Calvo (Cagliari) |

|                                                  |           |              |
| Colasuonno 4’ Parejo 17’, 42’, 74’ Placchi 90+4’ | Marcatori | 59’ Policino |

| Arbitro: | Spinelli (Roma) |

|                        |           |  |
| Di Costanzo 21’ (rig.) | Marcatori |  |

| Arbitro: | Alderuccio (Milano) |

|  |           |            |
|  | Marcatori | 80’ Panico |

| Arbitro: | Bergantino (Collegno) |

|                                |           |                           |
| Novelli 33’ Marchio 40’ (aut.) | Marcatori | 10’, 25’ Parejo 15’ Conti |

| Arbitro: | Ceravolo (Abbiategrasso) |

|                |           |                                        |
| Colasuonno 47’ | Marcatori | 30’, 83’, 87’ Gazzoli 36’, 67’ Guarino |

| Arbitro: | Sguizzato (Verona) |

|                             |           |                                                      |
| Gabbiadini 17’ Paliotti 27’ | Marcatori | 15’ Parejo 40’ Colasuonno 88’ Carboni 83’, 89’ Conti |

| Arbitro: | Calvo (Cagliari) |

|                                                                                         |           |  |
| Conti 22’, 40’ Parejo 31’, 67’, 72’, 74’, 90’ Colasuonno 55’ Deiana 76’, 86’ Ceroni 88’ | Marcatori |  |

### Coppa Italia
| 21 dicembre 2002 Terza fase | Olbia | 0 – 3 | Torres Terra Sarda |  |

| 15 febbraio 2003 Ottavi di finale - Andata                                               | Termoli   | 1 – 3 referto                     | Torres Terra Sarda |  |
| \| \| \| \| \| Tarquinio 12’ (rig.) \| Marcatori \| 5’ Parejo 79’ Placchi 2t’ Carboni \| |           |                                   |                    |  |
|                                                                                          |           |                                   |                    |  |
| Tarquinio 12’ (rig.)                                                                     | Marcatori | 5’ Parejo 79’ Placchi 2t’ Carboni |                    |  |

| 27 febbraio 2003 Ottavi di finale - Ritorno | Torres Terra Sarda | 2 – 0 (a tav.) | Termoli |  |

| Arbitro: | Paganesi (Bergamo) |

|                   |           |            |
| Lappi-Seppälä 55’ | Marcatori | 30’ Parejo |

| 1º maggio 2003, ore 16:00 CEST Quarti di finale - Ritorno             | Torres Terra Sarda | 3 – 1 referto | ACF Milan |  |
| \| \| \| \| \| Conti 30’ Parejo 2t’, 60’ \| Marcatori \| 2t’ Carta \| |                    |               |           |  |
|                                                                       |                    |               |           |  |
| Conti 30’ Parejo 2t’, 60’                                             | Marcatori          | 2t’ Carta     |           |  |

| Arbitro: | Campana (Civitavecchia) |

|                           |           |  |
| Parejo 24’ Colasuonno 49’ | Marcatori |  |

| Arbitro: | Callegaro (Biella) |

|             |           |                |
| Balconi 28’ | Marcatori | 75’ Colasuonno |

| Arbitro: | Buonocore (Nichelino) |

|                                                                              |           |            |
| Panico 12’, 38’, 41’ Marsico 33’, 44’ Zorri 66’ (rig.) Di Bari 70’ Masia 72’ | Marcatori | 30’ Ceroni |

## Statistiche

### Statistiche di squadra
| Competizione | Punti | In casa | In casa | In casa | In casa | In casa | In casa | In trasferta | In trasferta | In trasferta | In trasferta | In trasferta | In trasferta | Totale | Totale | Totale | Totale | Totale | Totale | DR  |
| Competizione | Punti | G       | V       | N       | P       | Gf      | Gs      | G            | V            | N            | P            | Gf           | Gs           | G      | V      | N      | P      | Gf     | Gs     | DR  |
| ------------ | ----- | ------- | ------- | ------- | ------- | ------- | ------- | ------------ | ------------ | ------------ | ------------ | ------------ | ------------ | ------ | ------ | ------ | ------ | ------ | ------ | --- |
| Serie A      | 58    | 13      | 11      | 0       | 2       | 46      | 15      | 13           | 8            | 1            | 4            | 28           | 18           | 26     | 19     | 1      | 6      | 74     | 33     | +41 |
| Coppa Italia | -     | -       | -       | -       | -       | -       | -       | -            | -            | -            | -            | -            | -            | -      | -      | -      | -      | -      | -      | -   |
| Totale       | -     | -       | -       | -       | -       | -       | -       | -            | -            | -            | -            | -            | -            | -      | -      | -      | -      | -      | -      | -   |

### Andamento in campionato
| Giornata  | 1 | 2 | 3 | 4 | 5 | 6 | 7 | 8 | 9 | 10 | 11 | 12 | 13 | 14 | 15 | 16 | 17 | 18 | 19 | 20 | 21 | 22 | 23 | 24 | 25 | 26 |
| --------- | - | - | - | - | - | - | - | - | - | -- | -- | -- | -- | -- | -- | -- | -- | -- | -- | -- | -- | -- | -- | -- | -- | -- |
| Luogo     | C | T | T | C | T | C | T | C | T | C  | T  | C  | T  | T  | C  | C  | T  | C  | T  | C  | T  | C  | T  | C  | T  | C  |
| Risultato | V | V | V | V | V | V | P | V | V | V  | P  | V  | V  | V  | V  | V  | P  | V  | N  | V  | P  | P  | V  | P  | V  | V  |
| Posizione | 1 | 1 | 1 | 1 | 1 | 1 | 1 | 1 | 1 | 1  | 2  | 2  | 2  | 2  | 2  | 2  | 3  | 3  |    |    |    |    | 3  | 4  | 4  | 3  |

Legenda:

Luogo: C = Casa; T = Trasferta. Risultato: V = Vittoria; N = Pareggio; P = Sconfitta.

### Statistiche delle giocatrici
| Giocatore     | Serie A  | Serie A | Serie A     | Serie A    | Coppa Italia | Coppa Italia | Coppa Italia | Coppa Italia | Totale   | Totale | Totale      | Totale     |
| Giocatore     | Presenze | Reti    | Ammonizioni | Espulsioni | Presenze     | Reti         | Ammonizioni  | Espulsioni   | Presenze | Reti   | Ammonizioni | Espulsioni |
| ------------- | -------- | ------- | ----------- | ---------- | ------------ | ------------ | ------------ | ------------ | -------- | ------ | ----------- | ---------- |
| C. Brunozzi   | ?        | -?      | ?           | ?          | ?            | ?            | ?            | ?            | ?        | 0+     | ?           | ?          |
| M. Carboni    | ?        | 1       | ?           | ?          | ?            | ?            | ?            | ?            | ?        | 1+     | ?           | ?          |
| E. Carrus     | ?        | 1       | ?           | ?          | ?            | ?            | ?            | ?            | ?        | 1+     | ?           | ?          |
| S. Ceroni     | ?        | 2       | ?           | ?          | ?            | ?            | ?            | ?            | ?        | 2+     | ?           | ?          |
| F. Colasuonno | ?        | 13      | ?           | ?          | ?            | ?            | ?            | ?            | ?        | 13+    | ?           | ?          |
| P. Conti      | ?        | 8       | ?           | ?          | ?            | ?            | ?            | ?            | ?        | 8+     | ?           | ?          |
| S. D'Alessio  | ?        | 0       | ?           | ?          | ?            | ?            | ?            | ?            | ?        | 0+     | ?           | ?          |
| E. Deiana     | ?        | 2       | ?           | ?          | ?            | ?            | ?            | ?            | ?        | 2+     | ?           | ?          |
| E. Forlucci   | ?        | -?      | ?           | ?          | ?            | ?            | ?            | ?            | ?        | 0+     | ?           | ?          |
| V. Glino      | ?        | 0       | ?           | ?          | ?            | ?            | ?            | ?            | ?        | 0+     | ?           | ?          |
| M. Lenzu      | ?        | 0       | ?           | ?          | ?            | ?            | ?            | ?            | ?        | 0+     | ?           | ?          |
| L. Marchio    | ?        | 0       | ?           | ?          | ?            | ?            | ?            | ?            | ?        | 0+     | ?           | ?          |
| F. Meloni     | ?        | 2       | ?           | ?          | ?            | ?            | ?            | ?            | ?        | 2+     | ?           | ?          |
| Á. Parejo     | ?        | 35      | ?           | ?          | ?            | ?            | ?            | ?            | ?        | 35+    | ?           | ?          |
| T. Pintus     | ?        | 4       | ?           | ?          | ?            | ?            | ?            | ?            | ?        | 4+     | ?           | ?          |
| M. Placchi    | ?        | 4       | ?           | ?          | ?            | ?            | ?            | ?            | ?        | 4+     | ?           | ?          |
| V. Valenti    | ?        | 2       | ?           | ?          | ?            | ?            | ?            | ?            | ?        | 2+     | ?           | ?          |
| T. Vampo      | ?        | 0       | ?           | ?          | ?            | ?            | ?            | ?            | ?        | 0+     | ?           | ?          |
| P. Zonza      | ?        | 0       | ?           | ?          | ?            | ?            | ?            | ?            | ?        | 0+     | ?           | ?          |